# الطواف العالمي لكرة المضرب النسائية برعاية الاتحاد الدولي لكرة المضرب – 2021 (أكتوبر–ديسمبر)
جولة الاتحاد الدولي لكرة المضرب العالمية للنساء هي نسخة عام 2021 من الجولة الثانية في لعبة كرة المضرب للمحترفات. تنظمها الاتحاد الدولي لكرة المضرب وهي درجة أقل من جولة رابطة محترفات التنس. يتضمن الطواف العالمي لكرة المضرب النسائية برعاية الاتحاد الدولي لكرة المضرب بطولات بجوائز مالية تتراوح من $15،000 إلى $100،000.

## المواسم
| مواسم الطواف العالمي لكرة المضرب النسائية برعاية الاتحاد الدولي لكرة المضرب | مواسم الطواف العالمي لكرة المضرب النسائية برعاية الاتحاد الدولي لكرة المضرب | مواسم الطواف العالمي لكرة المضرب النسائية برعاية الاتحاد الدولي لكرة المضرب | مواسم الطواف العالمي لكرة المضرب النسائية برعاية الاتحاد الدولي لكرة المضرب | مواسم الطواف العالمي لكرة المضرب النسائية برعاية الاتحاد الدولي لكرة المضرب | مواسم الطواف العالمي لكرة المضرب النسائية برعاية الاتحاد الدولي لكرة المضرب | مواسم الطواف العالمي لكرة المضرب النسائية برعاية الاتحاد الدولي لكرة المضرب | مواسم الطواف العالمي لكرة المضرب النسائية برعاية الاتحاد الدولي لكرة المضرب | مواسم الطواف العالمي لكرة المضرب النسائية برعاية الاتحاد الدولي لكرة المضرب | مواسم الطواف العالمي لكرة المضرب النسائية برعاية الاتحاد الدولي لكرة المضرب |
| تسعينيات القرن العشرين                                                      | تسعينيات القرن العشرين                                                      | تسعينيات القرن العشرين                                                      | تسعينيات القرن العشرين                                                      | تسعينيات القرن العشرين                                                      | تسعينيات القرن العشرين                                                      | تسعينيات القرن العشرين                                                      | تسعينيات القرن العشرين                                                      | تسعينيات القرن العشرين                                                      | تسعينيات القرن العشرين                                                      |
| --------------------------------------------------------------------------- | --------------------------------------------------------------------------- | --------------------------------------------------------------------------- | --------------------------------------------------------------------------- | --------------------------------------------------------------------------- | --------------------------------------------------------------------------- | --------------------------------------------------------------------------- | --------------------------------------------------------------------------- | --------------------------------------------------------------------------- | --------------------------------------------------------------------------- |
| 1994                                                                        | 1995                                                                        | 1995                                                                        | 1996                                                                        | 1997                                                                        | 1998                                                                        | 1999                                                                        |                                                                             |                                                                             |                                                                             |
| العقد الأول من القرن 21                                                     |                                                                             |                                                                             |                                                                             |                                                                             |                                                                             |                                                                             |                                                                             |                                                                             |                                                                             |
| 2000                                                                        | 2001                                                                        | 2002                                                                        | 2003                                                                        | 2004                                                                        | 2005                                                                        | 2006                                                                        | 2007                                                                        | 2008 الربع الأول · الربع الثاني · الربع الثالث                              | 2009                                                                        |
| العقد الثاني من القرن 21                                                    |                                                                             |                                                                             |                                                                             |                                                                             |                                                                             |                                                                             |                                                                             |                                                                             |                                                                             |
| 2010 الربع الأول · الربع الثاني · الربع الثالث · الربع الرابع               | 2011 الربع الأول · الربع الثاني · الربع الثالث · الربع الرابع               | 2012 الربع الأول · الربع الثاني · الربع الثالث · الربع الرابع               | 2013 الربع الأول · الربع الثاني · الربع الثالث · الربع الرابع               | 2014 الربع الأول · الربع الثاني · الربع الثالث · الربع الرابع               | 2015 الربع الأول · الربع الثاني · الربع الثالث · الربع الرابع               | 2016 الربع الأول · الربع الثاني · الربع الثالث · الربع الرابع               | 2017 الربع الأول · الربع الثاني · الربع الثالث · الربع الرابع               | 2018 الربع الأول · الربع الثاني · الربع الثالث · الربع الرابع               | 2019 الربع الأول · الربع الثاني · الربع الثالث · الربع الرابع               |
| العقد الثالث من القرن 21                                                    |                                                                             |                                                                             |                                                                             |                                                                             |                                                                             |                                                                             |                                                                             |                                                                             |                                                                             |
| 2020 الربع الأول · الربع الثاني · الربع الثالث · الربع الرابع               | 2021 الربع الأول · الربع الثاني · الربع الثالث · الربع الرابع               | 2022 الربع الأول · الربع الثاني · الربع الثالث · الربع الرابع               | 2023 الربع الأول · الربع الثاني · الربع الثالث · الربع الرابع               | 2024 الربع الأول · الربع الثاني · الربع الثالث · الربع الرابع               | 2025 الربع الأول · الربع الثاني · الربع الثالث · الربع الرابع               |                                                                             |                                                                             |                                                                             |                                                                             |

## المفتاح
| الفئات      |
| بطولات W100 |
| بطولات W80  |
| بطولات W60  |
| بطولات W25  |
| بطولات W15  |

## الأشهر

### أكتوبر
| الأسبوع   | البطولة | الفائزات                                                 | الوصيفات                               | المتأهلات لنصف النهائي                 | المتأهلات لربع النهائي                                                  |
| --------- | --- | -------------------------------------------------------- | -------------------------------------- | -------------------------------------- | ----------------------------------------------------------------------- |
| 4 أكتوبر  | بطولة هندرسون للتنس لاس فيغاس، الولايات المتحدة ملعب صلب W60 قرعة الفردي – قرعة الزوجي                      | إيمينا بيكتاس 6–1، 6–1                                   | يوريكو ليلي ميازاكي                    | هانا تشانغ شانيل فان نجوين             | مارسيلا زكرياس تارا مور دالينا هيويت آلي كيك                            |
| 4 أكتوبر  | بطولة هندرسون للتنس لاس فيغاس، الولايات المتحدة ملعب صلب W60 قرعة الفردي – قرعة الزوجي                      | كوين جليسون تيريزا ميهاليكوفا 7–6(7–5)، 7–5              | إيمينا بيكتاس تارا مور                 | هانا تشانغ شانيل فان نجوين             | مارسيلا زكرياس تارا مور دالينا هيويت آلي كيك                            |
| 4 أكتوبر  | شيربورج أون كوتنتان، فرنسا ملعب صلب (داخلي) W25+H قرعة المباريات الفردية والزوجية                           | كلارا بوريل 6–4، 6–2                                     | إميلين دارترون                         | أريان هارتونو مارتينا كوبكا            | إيرينا شيمانوفيتش داريا سنيغور أندي دي فرومي أليس رامي                  |
| 4 أكتوبر  | شيربورج أون كوتنتان، فرنسا ملعب صلب (داخلي) W25+H قرعة المباريات الفردية والزوجية                           | سارة بيث غري أريان هارتونو 6–3، 6–2                      | إستيل كاسينو كاميلا روساتيلو           | أريان هارتونو مارتينا كوبكا            | إيرينا شيمانوفيتش داريا سنيغور أندي دي فرومي أليس رامي                  |
| 4 أكتوبر  | ليما، بيرو ملعب ترابي W25 قرعة المباريات الفردية والزوجية                                                   | آنا سيسكوفا 3–6، 7–5، 6–0                                | ديا هردجلاش                            | كارولينا ألفيس ألكسندرا فيسيتش         | أماندين هيس بيبيان ويجيرس ماريا لورديس كارلي تشالا بويوكاكاتشاي         |
| 4 أكتوبر  | ليما، بيرو ملعب ترابي W25 قرعة المباريات الفردية والزوجية                                                   | كارولينا ألفيس أندريا غاميز 6–3، 7–6(7–2)                | فيكتوريا رودريغيز بيبيان ويجيرس        | كارولينا ألفيس ألكسندرا فيسيتش         | أماندين هيس بيبيان ويجيرس ماريا لورديس كارلي تشالا بويوكاكاتشاي         |
| 4 أكتوبر  | لولي (مدينة)، البرتغال ملعب صلب W25 قرعة المباريات الفردية والزوجية                                         | هارموني تان 6–4، 6–4                                     | إيلين بيريز                            | كلوي باكيوت آنا كوباريفا               | ناتاليا كوستيتش سيمونا والترت أنجيلا فيتا بولودا مارينا باسولس رييرا    |
| 4 أكتوبر  | لولي (مدينة)، البرتغال ملعب صلب W25 قرعة المباريات الفردية والزوجية                                         | ديسبينا باباميتشايل ناتاليا كوستيتش 6–2، 7–5             | فرانسيسكا خورخي ماتيلد خورخي           | كلوي باكيوت آنا كوباريفا               | ناتاليا كوستيتش سيمونا والترت أنجيلا فيتا بولودا مارينا باسولس رييرا    |
| 4 أكتوبر  | ردينغ، الولايات المتحدة ملعب صلب W25 قرعة المباريات الفردية والزوجية                                        | كاثرين هاريسون 6–1، 6–1                                  | دليلا ياكوبوفيتش                       | كاتي سوان لو جياجينغ                   | فيكتوريا دوفال برانجالا يادلابالي أوليفيا تجاندراموليا ميريام بيوركلاند |
| 4 أكتوبر  | ردينغ، الولايات المتحدة ملعب صلب W25 قرعة المباريات الفردية والزوجية                                        | ميريام بيوركلاند كاتي سوان 6–3، 1–6، [10–3]              | دليلا ياكوبوفيتش لو جياجينغ            | كاتي سوان لو جياجينغ                   | فيكتوريا دوفال برانجالا يادلابالي أوليفيا تجاندراموليا ميريام بيوركلاند |
| 4 أكتوبر  | سوزوبول، بلغاريا ملعب صلب W15 قرعة المباريات الفردية والزوجية                                               | كو يون-وو 6–4، 6–2                                       | جوليا تيرزييسكا                        | آنا بروغان دينيسلافا غلوشكوفا          | أوانا غافرلا صوفيا سامافاتي إلاي يوروك بريانا سابو                      |
| 4 أكتوبر  | سوزوبول، بلغاريا ملعب صلب W15 قرعة المباريات الفردية والزوجية                                               | كاترينا ديميتروفا أوانا غافرلا 3–6، 6–4، [10–1]          | جوليا تيرزييسكا غيرغنا توبالوفا        | آنا بروغان دينيسلافا غلوشكوفا          | أوانا غافرلا صوفيا سامافاتي إلاي يوروك بريانا سابو                      |
| 4 أكتوبر  | شرم الشيخ، مصر ملعب صلب W15 قرعة المباريات الفردية والزوجية                                                 | لينا روبرت 6–1، 6–0                                      | أرينا فاسيليسو                         | كارسون برانستين إيري شيميزو            | سيلفيا أمبروسيو إيفانا شيبيستوفا وانغ شينتونغ تمارا كوستيتش             |
| 4 أكتوبر  | شرم الشيخ، مصر ملعب صلب W15 قرعة المباريات الفردية والزوجية                                                 | باي تشووكسان بونين كوفابيتوكتيد 6–0، 6–4                 | أشميثا إيسوارامورثي ريبيكا ستولمار     | كارسون برانستين إيري شيميزو            | سيلفيا أمبروسيو إيفانا شيبيستوفا وانغ شينتونغ تمارا كوستيتش             |
| 4 أكتوبر  | كانكون، المكسيك ملعب صلب W15 قرعة المباريات الفردية والزوجية                                                | داريا سيمينيستايا 5–7، 7–6(7–5)، 6–0                     | ماريا خوسيه بورتيو راميريز             | ستايسي فونج باريس كورلي                | ساندي مارتي كريستينا روسكا تايلور نج يوليوانا مونروي                    |
| 4 أكتوبر  | كانكون، المكسيك ملعب صلب W15 قرعة المباريات الفردية والزوجية                                                | آنا روجرز كريستينا روسكا 6–3، 6–1                        | لويز كوانغ آنا أولياشينكو              | ستايسي فونج باريس كورلي                | ساندي مارتي كريستينا روسكا تايلور نج يوليوانا مونروي                    |
| 4 أكتوبر  | المنستير، تونس ملعب صلب W15 قرعة المباريات الفردية والزوجية                                                 | سيباستيانا سكيليبوطي 6–3، 6–1                            | تيس سوغنو                              | بترا مارشينكو أنشيسا تشانتا            | شيراز بشري بيمرادا جاتافابورنفاينت أنوك كويفرمانس ما ييشين              |
| 4 أكتوبر  | المنستير، تونس ملعب صلب W15 قرعة المباريات الفردية والزوجية                                                 | ما ييشين ني ما زوما 3–6، 6–4، [10–7]                     | بترا مارشينكو سيباستيانا سكيليبوطي     | بترا مارشينكو أنشيسا تشانتا            | شيراز بشري بيمرادا جاتافابورنفاينت أنوك كويفرمانس ما ييشين              |
| 4 أكتوبر  | جزيرة هيلتون هيد، الولايات المتحدة ملعب صلب W15 قرعة المباريات الفردية والزوجية                             | كاترينا ستيوارت 6–4، 6–2                                 | رافينا كينغزلي                         | إليزابيث سكوتي أنيا هيرتل              | ماديسون هيل ليجا ديكميجيري كاتيا ويرشولم دنيزا مارسينكيفيكا             |
| 4 أكتوبر  | جزيرة هيلتون هيد، الولايات المتحدة ملعب صلب W15 قرعة المباريات الفردية والزوجية                             | كاترينا ستيوارت أناستاسيا سيسويفا انسحاب                 | إميلي ماير ماريا أرن تيكسيدو غارسيا    | إليزابيث سكوتي أنيا هيرتل              | ماديسون هيل ليجا ديكميجيري كاتيا ويرشولم دنيزا مارسينكيفيكا             |
| 11 أكتوبر | بطولة رانشو سانتا في المفتوحة رانشو سانتا في، الولايات المتحدة ملعب صلب W60 قرعة الفردي – قرعة الزوجي       | ريبيكا بيترسون 6–4، 6–0                                  | إلفينا كالييفا                         | ماديسون برينجل فيونا فيرو              | ليزيت كابريرا كاترينا كوزلوفا بولونا هيركوج كريستينا كوكوفا             |
| 11 أكتوبر | بطولة رانشو سانتا في المفتوحة رانشو سانتا في، الولايات المتحدة ملعب صلب W60 قرعة الفردي – قرعة الزوجي       | كاتارزينا كاوا تيريزا ميهاليكوفا 6–3، 4–6، [10–6]        | ليانج إن-شوو ريبيكا مارينو             | ماديسون برينجل فيونا فيرو              | ليزيت كابريرا كاترينا كوزلوفا بولونا هيركوج كريستينا كوكوفا             |
| 11 أكتوبر | ليما، بيرو ملعب ترابي W25 قرعة المباريات الفردية والزوجية                                                   | ديا هردجلاش 6–2، 6–2                                     | كاتارينا كيرلاخ                        | كارولينا ألفيس أماندين هيس             | بانا أودفاردي آنا سيسكوفا ماريا لورديس كارلي لورا بيجوسي                |
| 11 أكتوبر | ليما، بيرو ملعب ترابي W25 قرعة المباريات الفردية والزوجية                                                   | ماريا لورديس كارلي لورا بيجوسي 6–1، 6–1                  | ماريا بولينا بيريز جيسيكا بلازاس       | كارولينا ألفيس أماندين هيس             | بانا أودفاردي آنا سيسكوفا ماريا لورديس كارلي لورا بيجوسي                |
| 11 أكتوبر | لاغوس، البرتغال ملعب صلب W25 قرعة المباريات الفردية والزوجية                                                | أنطونيا روزيتش 6–1، 6–4                                  | إيزابيلا شنيكوفا                       | ديسبينا باباميتشايل جيسيكا ماليشوفا    | نايكثا بينز سيمونا والترت إيلين بيريز جيسيكا بونشيه                     |
| 11 أكتوبر | لاغوس، البرتغال ملعب صلب W25 قرعة المباريات الفردية والزوجية                                                | ديانا مارسنكفيتشا يوان يوي Walkover                      | مريم كولودزييوفا جيسيكا ماليشوفا       | ديسبينا باباميتشايل جيسيكا ماليشوفا    | نايكثا بينز سيمونا والترت إيلين بيريز جيسيكا بونشيه                     |
| 11 أكتوبر | فلورنس، الولايات المتحدة ملعب صلب W25 قرعة المباريات الفردية والزوجية                                       | إميليانا أرانجو 6–3، 0–6، 7–6(7–0)                       | وانغ شي يو                             | تيساه أندريانجافيتريمو ماريا ماتيس     | آمي زهو غابرييلا لي كايتي فولينتس روبن أندرسون                          |
| 11 أكتوبر | فلورنس، الولايات المتحدة ملعب صلب W25 قرعة المباريات الفردية والزوجية                                       | إميلي آبلتون يوريكو ليلي ميازاكي 6–3، 1–6، [10–8]        | روبن أندرسون إليسيا بولتون             | تيساه أندريانجافيتريمو ماريا ماتيس     | آمي زهو غابرييلا لي كايتي فولينتس روبن أندرسون                          |
| 11 أكتوبر | بيراسيكابا، البرازيل ملعب ترابي W15 قرعة المباريات الفردية والزوجية                                         | ميريانة تونا 6–1، 6–2                                    | لويزا ماير أوف دير هايدي               | فيكتوريا بوثيو سباستياني ليون          | جوليانا مونيوز ماديسون بورجينون تارا ماليك فيرناندا أستيتي              |
| 11 أكتوبر | بيراسيكابا، البرازيل ملعب ترابي W15 قرعة المباريات الفردية والزوجية                                         | سباستياني ليون لويزا ماير أوف دير هايدي 6–2، 3–0، ret.   | فيرناندا أستيتي فيكتوريا بوثيو         | فيكتوريا بوثيو سباستياني ليون          | جوليانا مونيوز ماديسون بورجينون تارا ماليك فيرناندا أستيتي              |
| 11 أكتوبر | سوزوبول، بلغاريا ملعب صلب W15 قرعة المباريات الفردية والزوجية                                               | ناستجا كولار 7–5، 3–6، 6–1                               | مارثا ماتولا                           | جوليا تيرزيسكا كو يون وو               | رادكا زلنيكوفا صوفيا سامافاتي سيلينا جانيسيفيتش أوسيان بابل             |
| 11 أكتوبر | سوزوبول، بلغاريا ملعب صلب W15 قرعة المباريات الفردية والزوجية                                               | أوانا غافريلا إميلي سايبولد 6–0، 6–2                     | ناستجا كولار أني فانغيلوفا             | جوليا تيرزيسكا كو يون وو               | رادكا زلنيكوفا صوفيا سامافاتي سيلينا جانيسيفيتش أوسيان بابل             |
| 11 أكتوبر | شرم الشيخ، مصر ملعب صلب W15 قرعة المباريات الفردية والزوجية                                                 | باي زووكسان 6–3، 6–2                                     | إميلي لينده                            | إيري شيميزو وو هو تشينغ                | ساندرا سمير ديمي تران إيلينا-تيودورا كادار سيلفيا أمبروسيو              |
| 11 أكتوبر | شرم الشيخ، مصر ملعب صلب W15 قرعة المباريات الفردية والزوجية                                                 | يوديس تشونغ كودي وونغ 6–2، 6–4                           | كارولينا فلتشوفا وانغ جياكي            | إيري شيميزو وو هو تشينغ                | ساندرا سمير ديمي تران إيلينا-تيودورا كادار سيلفيا أمبروسيو              |
| 11 أكتوبر | كانكون، المكسيك ملعب صلب W15 قرعة المباريات الفردية والزوجية                                                | داريا سيمينيستايا 7–5، 7–5                               | رايتشل غايلس                           | ماديسون سيج باميلا مونتيز              | هينا إينو يوليا مونروي ستايسي فونغ آنا روجرز                            |
| 11 أكتوبر | كانكون، المكسيك ملعب صلب W15 قرعة المباريات الفردية والزوجية                                                | داريا سيمينيستايا آنا أولياسشينكو 6–4، 6–4               | ناديا إتشيفيريا علم راشري ويجيشونديرا  | ماديسون سيج باميلا مونتيز              | هينا إينو يوليا مونروي ستايسي فونغ آنا روجرز                            |
| 11 أكتوبر | كأس قازان قازان، روسيا ملعب صلب (داخلي) W15 قرعة المباريات الفردية والزوجية                                 | داريا كوداشوفا 6–2، 5–7، 6–1                             | إيكاتيرينا ماكلاكوفا                   | فارفارا ألتوخوڤا إيكاتيرينا أوفشارينكو | فيكتوريا كالينينا ألينا كورنييفا إلينا بريدانكينا أنجليكا شابوفالوفا    |
| 11 أكتوبر | كأس قازان قازان، روسيا ملعب صلب (داخلي) W15 قرعة المباريات الفردية والزوجية                                 | إيكتيرينا ماكلاكوفا ألسكندرا بوسبيلوفا 6–1، 6–1          | ماريا كروبنينا إيكتيرينا أوفشارينكو    | فارفارا ألتوخوڤا إيكاتيرينا أوفشارينكو | فيكتوريا كالينينا ألينا كورنييفا إلينا بريدانكينا أنجليكا شابوفالوفا    |
| 11 أكتوبر | المنستير، تونس ملعب صلب W15 قرعة المباريات الفردية والزوجية                                                 | تاميرا باسيك 6–2، 6–3                                    | ناتسومي كاواجوتشي                      | فيديريكا روسي ما يكزين                 | ميهاييلا جاكوفيتش مارا جوث بترا مارسينكو شانتال سوڤانت                  |
| 11 أكتوبر | المنستير، تونس ملعب صلب W15 قرعة المباريات الفردية والزوجية                                                 | ياسمين منصوري تاميرا باسيك 6–1، 6–1                      | لورا بوهينر ميهاييلا جاكوفيتش          | فيديريكا روسي ما يكزين                 | ميهاييلا جاكوفيتش مارا جوث بترا مارسينكو شانتال سوڤانت                  |
| 11 أكتوبر | أنطاليا، تركيا ملعب ترابي W15 قرعة المباريات الفردية والزوجية                                               | روزا فيثينس ماس 6–1، 2–6، 6–3                            | سوناي كارتال                           | سابينا داداشيو بولينا ياتشينكو         | مافي اوسترايخر فانيسا إرسو كايزسا رينالدو بيرسون ناتاليا سيدليسكا       |
| 11 أكتوبر | أنطاليا، تركيا ملعب ترابي W15 قرعة المباريات الفردية والزوجية                                               | دوركا دراهوتا-سابو أماريسا كيانا توث 6–3، 2–6، [10–4]    | رومانا تشيسوفسكا أدريان ناغي           | سابينا داداشيو بولينا ياتشينكو         | مافي اوسترايخر فانيسا إرسو كايزسا رينالدو بيرسون ناتاليا سيدليسكا       |
| 11 أكتوبر | نورمان، الولايات المتحدة ملعب صلب W15 قرعة المباريات الفردية والزوجية                                       | رافينا كينغسلي 6–2، 6–0                                  | أنابيل شو                              | مارتينا زيرولو إيفانا كورلي            | تمارا باراد إتزهاكي ألكسندرا بيساريفا دانا غوزمان إليزابيث كولمان       |
| 11 أكتوبر | نورمان، الولايات المتحدة ملعب صلب W15 قرعة المباريات الفردية والزوجية                                       | أونا أوربانا مارتينا زيرولو 6–2، 5–7، [10–6]             | ماكينا شيفباور كيلي ولفورد             | مارتينا زيرولو إيفانا كورلي            | تمارا باراد إتزهاكي ألكسندرا بيساريفا دانا غوزمان إليزابيث كولمان       |
| 18 أكتوبر | Tennis Classic of Macon ماكون، الولايات المتحدة ملعب صلب W80 قرعة الفردي – قرعة الزوجي                      | ماديسون برينجل 6–4، 4–6، 4–6                             | زارينا دياز                            | وانغ شي يو بياتريس حداد مايا           | لويزا تشيريكو كاثرين هاريسون ريناتا زارازوا فيكتوريا دوفال              |
| 18 أكتوبر | Tennis Classic of Macon ماكون، الولايات المتحدة ملعب صلب W80 قرعة الفردي – قرعة الزوجي                      | كوين جليسون كاثرين هاريسون 6–2، 6–2                      | أليسيا باركس ألانا سميث                | وانغ شي يو بياتريس حداد مايا           | لويزا تشيريكو كاثرين هاريسون ريناتا زارازوا فيكتوريا دوفال              |
| 18 أكتوبر | ريو دو سول، البرازيل ملعب ترابي W25 قرعة المباريات الفردية والزوجية                                         | بانا أودفاردي 6–1، 6–0                                   | دانييلا سيغيل                          | كارولينا ألفيس لورا بيجوسي             | باربرا غاتيكا كاتارينا كيرلاخ ماريا لورديس كارلي جاسمن أورينزي          |
| 18 أكتوبر | ريو دو سول، البرازيل ملعب ترابي W25 قرعة المباريات الفردية والزوجية                                         | كاتارينا كيرلاخ دانييلا سيغيل 7–6(10–8)، 6–3             | باربرا غاتيكا ريبيكا بيريرا            | كارولينا ألفيس لورا بيجوسي             | باربرا غاتيكا كاتارينا كيرلاخ ماريا لورديس كارلي جاسمن أورينزي          |
| 18 أكتوبر | هامبورغ، ألمانيا ملعب صلب (داخلي) W25 قرعة المباريات الفردية والزوجية                                       | أنطونيا روجيتش 6–2، 4–1، انسحاب.                         | تيميا بابوش                            | مالوري نويل سوزان بانديتشي             | أوسيان دودان مارجو روفروي جيسيكا بونشيه كاثينكا فون ديكمان              |
| 18 أكتوبر | هامبورغ، ألمانيا ملعب صلب (داخلي) W25 قرعة المباريات الفردية والزوجية                                       | كاميلا بارتوني يلينا إن-ألبون 6–4، 6–3                   | أوليفيا جاديكي سادا ناهيمانا           | مالوري نويل سوزان بانديتشي             | أوسيان دودان مارجو روفروي جيسيكا بونشيه كاثينكا فون ديكمان              |
| 18 أكتوبر | نتانيا، إسرائيل ملعب صلب W25 قرعة المباريات الفردية والزوجية                                                | كلوي باكيوت 6–3، 6–3                                     | ماتيلدا موتافدزيتش                     | فاني أوستلوند آنا صوفيا سانشيز         | شافيت كيمتشي لينا غلشكو كارول مونيت كويرين ليموين                       |
| 18 أكتوبر | نتانيا، إسرائيل ملعب صلب W25 قرعة المباريات الفردية والزوجية                                                | لينا غلشكو شافيت كيمتشي 6–4، 6–2                         | ليندا نوسكوفا فاني أوستلوند            | فاني أوستلوند آنا صوفيا سانشيز         | شافيت كيمتشي لينا غلشكو كارول مونيت كويرين ليموين                       |
| 18 أكتوبر | كارقندا، كازاخستان ملعب صلب (indoor) W25 قرعة المباريات الفردية والزوجية                                    | يوليا هاتوكيا 7–5، 6–0                                   | إيكاترينا كازيونوفا                    | فالنتينا رييسر إيكاترينا ماكاروفا      | إلينا مالوجينا إيكاترينا ماكلاكوفا إيكاترينا راينغولد نيجينا أبدوريموفا |
| 18 أكتوبر | كارقندا، كازاخستان ملعب صلب (indoor) W25 قرعة المباريات الفردية والزوجية                                    | مارتينا كوبكا جيبك كولامباييفا 7–5، 6–4                  | تمارا تشروفيتش إلينا مالوجينا          | فالنتينا رييسر إيكاترينا ماكاروفا      | إلينا مالوجينا إيكاترينا ماكلاكوفا إيكاترينا راينغولد نيجينا أبدوريموفا |
| 18 أكتوبر | إشبيلية، إسبانيا ملعب ترابي W25 قرعة المباريات الفردية والزوجية                                             | ديان باري 6–2، 6–0                                       | إلينا أفانيسيان                        | أندريا روشا لينا جورشيسكا              | تارا ورث لير روميرو غورماز إيزابيلا شنيكوفا تينا لوكاس                  |
| 18 أكتوبر | إشبيلية، إسبانيا ملعب ترابي W25 قرعة المباريات الفردية والزوجية                                             | كايجسا هينيمان كو يون-وو 7–5، 6–1                        | لينا جورشيسكا تينا لوكاس               | أندريا روشا لينا جورشيسكا              | تارا ورث لير روميرو غورماز إيزابيلا شنيكوفا تينا لوكاس                  |
| 18 أكتوبر | شرم الشيخ، مصر ملعب صلب W15 قرعة المباريات الفردية والزوجية                                                 | باي زهوكسيان 6–4، 6–3                                    | لي زونغيو                              | إميلي ليند بونين كوفابيتوكتيت          | ساندرا سمير إلينا-تيودورا كادار سيلفيا أمبروسيو وو هو-تشينغ             |
| 18 أكتوبر | شرم الشيخ، مصر ملعب صلب W15 قرعة المباريات الفردية والزوجية                                                 | يوديس تشونغ كودي وونغ 6–2، 6–0                           | إيري شيميزو وو هو-تشينغ                | إميلي ليند بونين كوفابيتوكتيت          | ساندرا سمير إلينا-تيودورا كادار سيلفيا أمبروسيو وو هو-تشينغ             |
| 18 أكتوبر | المنستير، تونس ملعب صلب W15 قرعة المباريات الفردية والزوجية                                                 | لوكسيكا كومخوم 6–2، 6–2                                  | جينيفر لوكام                           | مارا جوث نادين كيلر                    | إيلينا ميلوفانوفيتش شيراز بشري أريانا زوتشيني كيارا كاتيني              |
| 18 أكتوبر | المنستير، تونس ملعب صلب W15 قرعة المباريات الفردية والزوجية                                                 | ناتسوهو أراكاوا لوكسيكا كومخوم 6–4، 6–2                  | مانا أيوكاوا تاميرا باسيك              | مارا جوث نادين كيلر                    | إيلينا ميلوفانوفيتش شيراز بشري أريانا زوتشيني كيارا كاتيني              |
| 18 أكتوبر | أنطاليا، تركيا ملعب ترابي W15 قرعة المباريات الفردية والزوجية                                               | سوناي كارتال 7–5، 7–5                                    | أماريسا كيارا توث                      | ديبورا كييزا دوركا دراهوتا-زابو        | روزا فيسينز ماس جوليا ستاماتوفا فيديريكا أرسيد ياكونو ميلانيا ديلاي     |
| 18 أكتوبر | أنطاليا، تركيا ملعب ترابي W15 قرعة المباريات الفردية والزوجية                                               | فانيسا إرسوز كاجسا رينالدو بيرسون 4–6، 6–1، [10–4]       | جاسميين جيمبرير إيرين لافينو           | ديبورا كييزا دوركا دراهوتا-زابو        | روزا فيسينز ماس جوليا ستاماتوفا فيديريكا أرسيد ياكونو ميلانيا ديلاي     |
| 25 أكتوبر | Internationaux Féminins de la Vienne بواتييه، فرنسا ملعب صلب (indoor) W80 قرعة الفردي – قرعة الزوجي         | كلوي باكيوت 4–6، 3–6                                     | سيمونا والترت                          | إلسا جاكيموت هارموني تان               | أوسيان دودان كاثينكا فون ديكمان مريم بولكفادزي رالوكا شيربان            |
| 25 أكتوبر | Internationaux Féminins de la Vienne بواتييه، فرنسا ملعب صلب (indoor) W80 قرعة الفردي – قرعة الزوجي         | مريم بولكفادزي سامانثا موراي (تنس) 7–6(7–5)، 0–6         | أودري ألبي ليوليا جانجين               | إلسا جاكيموت هارموني تان               | أوسيان دودان كاثينكا فون ديكمان مريم بولكفادزي رالوكا شيربان            |
| 25 أكتوبر | Torneig Internacional Els Gorchs ليس فرانكويسيس ديل فاليس، إسبانيا ملعب صلب W80+H قرعة الفردي – قرعة الزوجي | مارينا زانيفسكا 7–6(7–5)، 4–6                            | يلينا إن-ألبون                         | أرينا روديونوفا نينا ستويانوفيتش       | ناتاليا كوستيتش ليندا فروهفيتوفا أندريا لازارو جارسيا دلما جالفي        |
| 25 أكتوبر | Torneig Internacional Els Gorchs ليس فرانكويسيس ديل فاليس، إسبانيا ملعب صلب W80+H قرعة الفردي – قرعة الزوجي | إيرينا خروماتشيفا أرينا روديونوفا 6–2، 3–6، [10–6]       | سوزان بانديتشي إيدن سيلفا              | أرينا روديونوفا نينا ستويانوفيتش       | ناتاليا كوستيتش ليندا فروهفيتوفا أندريا لازارو جارسيا دلما جالفي        |
| 25 أكتوبر | Tyler Pro Challenge تايلر، الولايات المتحدة ملعب صلب W80 قرعة الفردي – قرعة الزوجي                          | ميساكي دوي 7–6(7–5)، 2–6                                 | هارييت دارت                            | مارسيلا زكرياس بياتريس حداد مايا       | ماديسون برينجل كاتارزينا كاوا كاتي ماكنالي كلير ليو                     |
| 25 أكتوبر | Tyler Pro Challenge تايلر، الولايات المتحدة ملعب صلب W80 قرعة الفردي – قرعة الزوجي                          | جوليانا أولموس مارسيلا زكرياس 5–7، 6–1، [10–5]           | ميساكي دوي كاتارزينا كاوا              | مارسيلا زكرياس بياتريس حداد مايا       | ماديسون برينجل كاتارزينا كاوا كاتي ماكنالي كلير ليو                     |
| 25 أكتوبر | غواياكيل، الإكوادور ملعب ترابي W25 قرعة المباريات الفردية والزوجية                                          | لورا بيجوسي 0–6، 2–6                                     | كاتارينا كيرلاخ                        | كارولينا ألفيس ميل ريسكو               | Victoria Rodríguez ماريا فرناندا هيرازو ديا هردجلاش فاندا لوكاش         |
| 25 أكتوبر | غواياكيل، الإكوادور ملعب ترابي W25 قرعة المباريات الفردية والزوجية                                          | ماريا فرناندا هيرازو ماريا بولينا بيريز 6–3، 4–6، [10–7] | ديا هردجلاش فيكتوريا رودريغيز          | كارولينا ألفيس ميل ريسكو               | Victoria Rodríguez ماريا فرناندا هيرازو ديا هردجلاش فاندا لوكاش         |
| 25 أكتوبر | كريات موصقين، إسرائيل ملعب صلب W25 قرعة المباريات الفردية والزوجية                                          | لينا غلوشكو 6–3، 6–4                                     | جوان زورغر                             | ماريا بوندارينكو إريكا أندريفا         | فريا كريستي أكفيل باراجينسكيت نيكا راديسيتش شافيت كيمشي                 |
| 25 أكتوبر | كريات موصقين، إسرائيل ملعب صلب W25 قرعة المباريات الفردية والزوجية                                          | كويرين ليموين إيفا فيدر 6–0، 6–2                         | ماريا بوندارينكو كارول مونيت           | ماريا بوندارينكو إريكا أندريفا         | فريا كريستي أكفيل باراجينسكيت نيكا راديسيتش شافيت كيمشي                 |
| 25 أكتوبر | كاراجاندا، كازاخستان ملعب صلب (داخلي) W25 قرعة المباريات الفردية والزوجية                                   | نيجينا أبدوريموفا 6–7(3–7)، 6–3، 6–1                     | فيكتوريا مورفايوفا                     | شاليمار طالبي إيكاترينا كازيونوڤا      | ماريانا زاكارليك بولينا كوديرميتوفا مارتينا كوبكا إيلينا مالوگينا       |
| 25 أكتوبر | كاراجاندا، كازاخستان ملعب صلب (داخلي) W25 قرعة المباريات الفردية والزوجية                                   | تمارا تشروفيتش إيكاترينا رينغولد 2–6، 6–3، [10–7]        | إيكاترينا كازيونوڤا إيكاترينا ماكاروفا | شاليمار طالبي إيكاترينا كازيونوڤا      | ماريانا زاكارليك بولينا كوديرميتوفا مارتينا كوبكا إيلينا مالوگينا       |
| 25 أكتوبر | إسطنبول، تركيا ملعب صلب (داخلي) W25 قرعة المباريات الفردية والزوجية                                         | إيفا ليس 6–3، 7–6(7–4)                                   | أندي دي فرومي                          | تشالا بويوكاكاتشاي بيمرا أوزجن         | جوليا أفدييفا زينب سونماز إيلونا جورجيانا جيورويا آنا توراتي            |
| 25 أكتوبر | إسطنبول، تركيا ملعب صلب (داخلي) W25 قرعة المباريات الفردية والزوجية                                         | جاسمين جيمبري بيبيان ويجيرز 6–2، 6–4                     | مايا شفالينسكا ميريام كولودييجوفا      | تشالا بويوكاكاتشاي بيمرا أوزجن         | جوليا أفدييفا زينب سونماز إيلونا جورجيانا جيورويا آنا توراتي            |
| 25 أكتوبر | أوستن، الولايات المتحدة ملعب صلب W25 قرعة المباريات الفردية والزوجية                                        | ميريام بيوركلاند 2–6، 6–2، 6–2                           | كايلا داي                              | فيرناندا كونتريراس كيلي كولينز         | شانيل فان نجوين ايفانا بوبوفيتش لولو صن صوفيا شاباتافا                  |
| 25 أكتوبر | أوستن، الولايات المتحدة ملعب صلب W25 قرعة المباريات الفردية والزوجية                                        | إليسيا بولتون مايجان ماناسي 6–1، 7–5                     | راشيدا مكادو شانيل فان نجوين           | فيرناندا كونتريراس كيلي كولينز         | شانيل فان نجوين ايفانا بوبوفيتش لولو صن صوفيا شاباتافا                  |
| 25 أكتوبر | شرم الشيخ، مصر ملعب صلب W15 قرعة المباريات الفردية والزوجية                                                 | باي زووكسان 4–6، 6–0، 6–4                                | يو ديس تشونغ                           | إري شيميزو وو هو تشينغ                 | سيلفيا أمبروسيو كودي وونغ لي زونغ يو لميس الحسين عبد العزيز             |
| 25 أكتوبر | شرم الشيخ، مصر ملعب صلب W15 قرعة المباريات الفردية والزوجية                                                 | باي زووكسان بونين كوفابيتوكتيد 4–6، 6–2، [10–7]          | يو ديس تشونغ كودي وونغ                 | إري شيميزو وو هو تشينغ                 | سيلفيا أمبروسيو كودي وونغ لي زونغ يو لميس الحسين عبد العزيز             |
| 25 أكتوبر | المنستير، تونس ملعب صلب W15 قرعة المباريات الفردية والزوجية                                                 | كاثلين كانيف 6–2، 7–6(7–1)                               | أدثيا كاروناراتني                      | ما يكسين ميا ماك                       | لوسيا سيريتش باغاريك أليساندرا سيموني ني ما زوما جوليا كريسزينزي        |
| 25 أكتوبر | المنستير، تونس ملعب صلب W15 قرعة المباريات الفردية والزوجية                                                 | مانا أيوكاوا ريبيكا ستولمار 6–3، 6–4                     | ما يكسين ني ما زوما                    | ما يكسين ميا ماك                       | لوسيا سيريتش باغاريك أليساندرا سيموني ني ما زوما جوليا كريسزينزي        |
| 25 أكتوبر | أنطاليا، تركيا ملعب ترابي W15 قرعة المباريات الفردية والزوجية                                               | جوليا ريارا 6–4، 5–7، 7–6(7–1)                           | روزا فيكينس ماس                        | ميلانيا ديلاي فديريكا أرسيديوكونو      | جوليا ستاماتوفا مارتينا سبيجاريلي صوفيا سيوينج جولي بيلغرافيير          |
| 25 أكتوبر | أنطاليا، تركيا ملعب ترابي W15 قرعة المباريات الفردية والزوجية                                               | باك دا يون تيان فانغران 7–6(7–5)، 6–1                    | دوغا توركمن ميليس أيدا أوير            | ميلانيا ديلاي فديريكا أرسيديوكونو      | جوليا ستاماتوفا مارتينا سبيجاريلي صوفيا سيوينج جولي بيلغرافيير          |

### نوفمبر
| الأسبوع   | البطولة                                                                                | الفائزات                                                    | الوصيفات                                   | المتأهلات لنصف النهائي                   | المتأهلات لربع النهائي                                                   |
| --------- | -------------------------------------------------------------------------------------- | ----------------------------------------------------------- | ------------------------------------------ | ---------------------------------------- | ------------------------------------------------------------------------ |
| نوفمبر 1  | أوبن نانت أتلانتيك نانت، فرنسا ملعب صلب (indoor) W60 Singles Draw – Doubles Draw       | أنهيلينا كالينينا 7–6(7–4)، 1–0، ret.                       | أوسيان دودان                               | مارتينا تريفيسان فيتاليا دياتشينكو       | سارة بيث غري أليس روب ليزلي كركهوف فارفارا غراتشيفا                      |
| نوفمبر 1  | أوبن نانت أتلانتيك نانت، فرنسا ملعب صلب (indoor) W60 Singles Draw – Doubles Draw       | سامانثا موراي (تنس) جياسيكا بونشيه 6–4، 6–2                 | أليسيا بارنيت أوليفيا نيكولز               | مارتينا تريفيسان فيتاليا دياتشينكو       | سارة بيث غري أليس روب ليزلي كركهوف فارفارا غراتشيفا                      |
| نوفمبر 1  | هابنيمي، إستونيا ملعب صلب (indoor) W25 قرعة المباريات الفردية والزوجية                 | كاتي سوان 7–6(7–3)، 6–3                                     | إيكاترينا شاليموفا                         | كاتي بولتر داريا لوباتيتسكا              | يوان يوي فيرونيكا فالكوفسكا لورا هييتارانتا أيلا أكسو                    |
| نوفمبر 1  | هابنيمي، إستونيا ملعب صلب (indoor) W25 قرعة المباريات الفردية والزوجية                 | جيسيكا فايللا تشيهيرو موراتسو 6–3، 6–4                      | مايا تشفالنيسكا أدريان ناغي                | كاتي بولتر داريا لوباتيتسكا              | يوان يوي فيرونيكا فالكوفسكا لورا هييتارانتا أيلا أكسو                    |
| نوفمبر 1  | أورلاندو، الولايات المتحدة ملعب ترابي W25 قرعة المباريات الفردية والزوجية              | إيما نافارو 3–6، 6–2، 6–3                                   | آلي كيك                                    | أمينا أنشبا جانغ سو جونج                 | نفيسة بيربيروفيتش ماريا خوسيه بورتيو راميريز مويكا أوتشجيما لولو سون     |
| نوفمبر 1  | أورلاندو، الولايات المتحدة ملعب ترابي W25 قرعة المباريات الفردية والزوجية              | آنا روجرز كريستينا روسكا 6–3، 6–1                           | مارين بارتو ماريا خوسيه بورتيو راميريز     | أمينا أنشبا جانغ سو جونج                 | نفيسة بيربيروفيتش ماريا خوسيه بورتيو راميريز مويكا أوتشجيما لولو سون     |
| نوفمبر 1  | شرم الشيخ، مصر ملعب صلب W15 قرعة المباريات الفردية والزوجية                            | لي زونغيو 6–4، 6–2                                          | إيلينا-تيودورا كادار                       | وانغ جياتشي يوديس تشونغ                  | باربورا ماتوشوفا آنا بروغان لميس الحسين عبد العزيز وو هو تشينغ           |
| نوفمبر 1  | شرم الشيخ، مصر ملعب صلب W15 قرعة المباريات الفردية والزوجية                            | يوديس تشونغ كودي وونغ 4–6، 6–1، [10–4]                      | باي زواوشوان بونين كوفابيتوكتيد            | وانغ جياتشي يوديس تشونغ                  | باربورا ماتوشوفا آنا بروغان لميس الحسين عبد العزيز وو هو تشينغ           |
| نوفمبر 1  | كاندية، اليونان ملعب ترابي W15 قرعة المباريات الفردية والزوجية                         | آنا جابريك 6–1، 6–1                                         | جيورجيا بينتو                              | فابيانا جيتوارت مارثا ماتولا             | أدريانا رايكوفيتش أرينا فاسيليسكو إليني خريستوفي صوفيا ميلاتوفا          |
| نوفمبر 1  | كاندية، اليونان ملعب ترابي W15 قرعة المباريات الفردية والزوجية                         | آنا جابريك أرينا فاسيليسكو 6–2، 6–1                         | لورا سفاتيكوفا دراجينيا فوكوفيتش           | فابيانا جيتوارت مارثا ماتولا             | أدريانا رايكوفيتش أرينا فاسيليسكو إليني خريستوفي صوفيا ميلاتوفا          |
| نوفمبر 1  | سولارينو، إيطاليا Carpet W15 قرعة المباريات الفردية والزوجية                           | أليسيا سميث 6–3، 7–6(8–6)                                   | فيديريكا بيلاردو                           | جوليا كرينزنزي بويانا كلينكوف            | فيديريكا أرجيسي جوليا تيديسكو ألكسندرا يلين ميلانيا ديلاي                |
| نوفمبر 1  | سولارينو، إيطاليا Carpet W15 قرعة المباريات الفردية والزوجية                           | بيترا تشابي كارولينا فلتشكوفا 7–6(7–5)، 6–1                 | فيديريكا أرسيدياكونو جوليا كرينزنزي        | جوليا كرينزنزي بويانا كلينكوف            | فيديريكا أرجيسي جوليا تيديسكو ألكسندرا يلين ميلانيا ديلاي                |
| نوفمبر 1  | كاستيون، إسبانيا ملعب ترابي W15 قرعة المباريات الفردية والزوجية                        | سيليا سيرفينيو رويز 5–7، 6–1، 7–6(7–2)                      | لوسيا بايري                                | هيلين بيليكانو ميهاييلا جاكوفيتش         | مارينا سبجاريلي كو يون وو إميلي سيبولد صافو ساكيلاريدي                   |
| نوفمبر 1  | كاستيون، إسبانيا ملعب ترابي W15 قرعة المباريات الفردية والزوجية                        | إينيس مورتا صافو ساكيلاريدي 6–4، 6–4                        | ألبا كارييو مارين إميلي سيبولد             | هيلين بيليكانو ميهاييلا جاكوفيتش         | مارينا سبجاريلي كو يون وو إميلي سيبولد صافو ساكيلاريدي                   |
| نوفمبر 1  | المنستير، تونس ملعب صلب W15 قرعة المباريات الفردية والزوجية                            | ما يكسين 6–4، 6–2                                           | جوليا ميدندورف                             | لوكسيكا كومخوم ريبيكا ستولمار            | ماريانا درازيتش ياسمين منصوري ميا ماك إلينا ميلوفانوفيتش                 |
| نوفمبر 1  | المنستير، تونس ملعب صلب W15 قرعة المباريات الفردية والزوجية                            | ياسمين منصوري إلينا ميلوفانوفيتش 7–6(7–4)، 6–0              | ماريانا درازيتش جوليا ميدندورف             | لوكسيكا كومخوم ريبيكا ستولمار            | ماريانا درازيتش ياسمين منصوري ميا ماك إلينا ميلوفانوفيتش                 |
| نوفمبر 1  | أنطاليا، تركيا ملعب ترابي W15 قرعة المباريات الفردية والزوجية                          | جوليا رييرا 7–6(7–3)، 6–1                                   | تيان فانغران                               | ديليتا شيروبيني لافينيا تاناسي           | نوكا يوريتش راشيل غايلس هيماري ساتو أوزليم أسلو                          |
| نوفمبر 1  | أنطاليا، تركيا ملعب ترابي W15 قرعة المباريات الفردية والزوجية                          | كسينيا لاسكوتوفا ألكسندرا بوسبيلوفا 2–6، 6–2، [10–6]        | باك دا-يون تيان فانغران                    | ديليتا شيروبيني لافينيا تاناسي           | نوكا يوريتش راشيل غايلس هيماري ساتو أوزليم أسلو                          |
| 8 نوفمبر  | كوبا LP تشيلي سانتياغو، تشيلي ملعب ترابي W60+H Singles Draw – Doubles Draw             | آنا بوندير 6–2، 6–3                                         | فيرونيكا سبيد رويج                         | ديان باري أريان هارتونو                  | بياتريس حداد مايا إيكاترين جورجودزي إرينا براء إميليانا أرانجو           |
| 8 نوفمبر  | كوبا LP تشيلي سانتياغو، تشيلي ملعب ترابي W60+H Singles Draw – Doubles Draw             | أريان هارتونو أوليفيا تجاندراموليا 6–1، 6–3                 | كاتارينا كيرلاخ دانييلا سيغيل              | ديان باري أريان هارتونو                  | بياتريس حداد مايا إيكاترين جورجودزي إرينا براء إميليانا أرانجو           |
| 8 نوفمبر  | أباريسيدا دي غويانيا، البرازيل ملعب ترابي W25 قرعة المباريات الفردية والزوجية          | فيكتوريا خيمينيز كاسينتسيفا 6–3، 7–5                        | بانا أودفاردي                              | لورا بيجوسي آنا صوفيا سانشيز             | آنا سيسكوفا كارولينا ألفيس كارول تشاو إنغريد غامارا مارتينز              |
| 8 نوفمبر  | أباريسيدا دي غويانيا، البرازيل ملعب ترابي W25 قرعة المباريات الفردية والزوجية          | لورا بيجوسي آنا سيسكوفا 6–2، 7–6(7–5)                       | ميريل هويدت لويزا ماير أوف دير هايد        | لورا بيجوسي آنا صوفيا سانشيز             | آنا سيسكوفا كارولينا ألفيس كارول تشاو إنغريد غامارا مارتينز              |
| 8 نوفمبر  | دايتونا بيتش، الولايات المتحدة ملعب ترابي W25 قرعة المباريات الفردية والزوجية          | إيرينا فيتيكاو 6–1، 6–2                                     | أليسيا باركس                               | ماريا خوسيه بورتيو راميريز جانغ سو جونج  | مويوكا أوشيجيما هان نا لاي هانا تشانغ ماري بينوا                         |
| 8 نوفمبر  | دايتونا بيتش، الولايات المتحدة ملعب ترابي W25 قرعة المباريات الفردية والزوجية          | إليسيا بولتون كيلي كولينز 6–4، 6–7(4–7)، [10–5]             | ألكسندرا أوزبورن أليسيا باركس              | ماريا خوسيه بورتيو راميريز جانغ سو جونج  | مويوكا أوشيجيما هان نا لاي هانا تشانغ ماري بينوا                         |
| 8 نوفمبر  | شرم الشيخ، مصر ملعب صلب W15 قرعة المباريات الفردية والزوجية                            | باي زوكسان 6–1، 6–3                                         | إلينا تيودورا كادار                        | بونين كوفابيتكتيد وو هو تشينغ            | باربورا ماتوسوفا كودي وونغ لي زونغيو يوديس تشونغ                         |
| 8 نوفمبر  | شرم الشيخ، مصر ملعب صلب W15 قرعة المباريات الفردية والزوجية                            | بريشكا مادلين نوجروهو ستيفاني فيشر 6–4، 7–6(7–0)            | لي سو را آنا أوركي                         | بونين كوفابيتكتيد وو هو تشينغ            | باربورا ماتوسوفا كودي وونغ لي زونغيو يوديس تشونغ                         |
| 8 نوفمبر  | هيراكليون، اليونان ملعب ترابي W15 قرعة المباريات الفردية والزوجية                      | مارثا ماتولا 6–0، 7–5                                       | جوليا كيملمان                              | فابيين جيتوارت صوفيا روكيتي              | جيورجيا بينتو سيمونا أوجيسكو إيليني كريستوفي لورا سفاتيكوفا              |
| 8 نوفمبر  | هيراكليون، اليونان ملعب ترابي W15 قرعة المباريات الفردية والزوجية                      | إيليني كريستوفي مارثا ماتولا 6–3، 6–2                       | إلينكا أمارياي سيمونا أوجيسكو              | فابيين جيتوارت صوفيا روكيتي              | جيورجيا بينتو سيمونا أوجيسكو إيليني كريستوفي لورا سفاتيكوفا              |
| 8 نوفمبر  | سولارينو، إيطاليا سطح سجاد W15 قرعة المباريات الفردية والزوجية                         | كاتارينا كوزموفا 6–1، 6–1                                   | بترا كزابي                                 | بويانا كلينكوف فيديريكا أورجيسي          | جيكلين كاباج أواد إليونورا ألفيسي فيديريكا بيلاردو جوليا كاربونارو       |
| 8 نوفمبر  | سولارينو، إيطاليا سطح سجاد W15 قرعة المباريات الفردية والزوجية                         | فيرجينيا فيرارا جيورجيا بيدوني 6–1، 1–6، [10–5]             | جيكلين كاباج أواد أليكسيا سميث             | بويانا كلينكوف فيديريكا أورجيسي          | جيكلين كاباج أواد إليونورا ألفيسي فيديريكا بيلاردو جوليا كاربونارو       |
| 8 نوفمبر  | هلسينغبورغ، السويد ملعب صلب (داخلي) W15 قرعة المباريات الفردية والزوجية                | أولغا هيلمي 6–4، 1–6، 6–4                                   | كايجا هينيمان                              | فاني أوستلوند جيسيكا فيلا                | صوفيا سامافاتي آنا كلاسن أنيتا كلاديوفا تايلور نغ                        |
| 8 نوفمبر  | هلسينغبورغ، السويد ملعب صلب (داخلي) W15 قرعة المباريات الفردية والزوجية                | آنا كلاسن فيليبا برويجشات 1–6، 6–3، [11–9]                  | تاتيانا باركوفا ناتالیا سزابانين           | فاني أوستلوند جيسيكا فيلا                | صوفيا سامافاتي آنا كلاسن أنيتا كلاديوفا تايلور نغ                        |
| 8 نوفمبر  | المنستير، تونس ملعب صلب W15 قرعة المباريات الفردية والزوجية                            | أديثيا كاروناراتني 6–4، 6–2                                 | ليزا-ماري ريوكس                            | نوا لياو أ فونغ ياسمين منصوري            | تيلويث دي جيرولامي أيومي موريتا نادين كيلر إيلينا ميلوفانوفيتش           |
| 8 نوفمبر  | المنستير، تونس ملعب صلب W15 قرعة المباريات الفردية والزوجية                            | ني ما زهوما ياو شينشين 6–1، 4–6، [10–2]                     | لوكسيكا كومخوم نيكول باليتشيك              | نوا لياو أ فونغ ياسمين منصوري            | تيلويث دي جيرولامي أيومي موريتا نادين كيلر إيلينا ميلوفانوفيتش           |
| 8 نوفمبر  | أنطاليا، تركيا ملعب ترابي W15 قرعة المباريات الفردية والزوجية                          | ديانا شنايدر 6–3، 6–2                                       | بيا لوفريتش                                | ناتاليا سيدليسكا إيلاي يوريك             | دوغا توركمان فاندا فارجوفا آنا تشيكانسكايا إيفا جاركووشا                 |
| 8 نوفمبر  | أنطاليا، تركيا ملعب ترابي W15 قرعة المباريات الفردية والزوجية                          | باك دا-يون تيان فانغران 7–5، 6–3                            | آنا تشيكانسكايا زوزيا كاردافا              | ناتاليا سيدليسكا إيلاي يوريك             | دوغا توركمان فاندا فارجوفا آنا تشيكانسكايا إيفا جاركووشا                 |
| 15 نوفمبر | بيتانج، لوكسمبورج ملعب صلب (indoor) W25 قرعة المباريات الفردية والزوجية                | أوسيان دودان 6–3، 6–1                                       | آنا كوباريفا                               | تيميا بابوش يوان يوي                     | ماندي مينلا سادا ناهيمانا أنستاسيا كوليكوفا مارغو روفروي                 |
| 15 نوفمبر | بيتانج، لوكسمبورج ملعب صلب (indoor) W25 قرعة المباريات الفردية والزوجية                | زينيا كنول جوان زيوغر 6–3، 6–3                              | جولي بيلجرافي لوسي نغوين تان               | تيميا بابوش يوان يوي                     | ماندي مينلا سادا ناهيمانا أنستاسيا كوليكوفا مارغو روفروي                 |
| 15 نوفمبر | فونشال، البرتغال ملعب صلب W25 قرعة المباريات الفردية والزوجية                          | شينغ كينوين 6–3، 7–5                                        | مارتينا تريفيسان                           | كريستينا كوكوفا كلوي باكيوت              | أنطونيا رزيج جودي بوراج كو يون وو ديبوره تشيسا                           |
| 15 نوفمبر | فونشال، البرتغال ملعب صلب W25 قرعة المباريات الفردية والزوجية                          | أليشيا بارنيت هسيه شو يينغ 6–1، 3–6، [10–8]                 | إينيس مورتا دانيلة فيسماني                 | كريستينا كوكوفا كلوي باكيوت              | أنطونيا رزيج جودي بوراج كو يون وو ديبوره تشيسا                           |
| 15 نوفمبر | نابولي، الولايات المتحدة ملعب ترابي W25 قرعة المباريات الفردية والزوجية                | نفيسة بيربيروفيتش 7–5، 2–6، 7–5                             | جانغ سو جونج                               | أليكسا جراهام لولو صن                    | ألديلة سوجيادي ماري بينوا إلفينا كاليافا كينيدي شافر                     |
| 15 نوفمبر | نابولي، الولايات المتحدة ملعب ترابي W25 قرعة المباريات الفردية والزوجية                | هانا تشانغ إليزابيث ماندليك 4–6، 6–1، [10–7]                | هسو تشيه يو جيسي رومبيس                    | أليكسا جراهام لولو صن                    | ألديلة سوجيادي ماري بينوا إلفينا كاليافا كينيدي شافر                     |
| 15 نوفمبر | كونديناماركا، كولومبيا ملعب ترابي (indoor) W15 قرعة المباريات الفردية والزوجية         | ماريا فرناندا هيرازو 7–6(7–5)، 3–6، 7–6(7–4)                | هوريكان تيرا بلاك                          | فرناندا بريتو يولينا مونروي              | أنطونيا ساموديو ماريا بولينا بيريز راشري ويجيسنديرا إيملينا ويلكر        |
| 15 نوفمبر | كونديناماركا، كولومبيا ملعب ترابي (indoor) W15 قرعة المباريات الفردية والزوجية         | هوريكان تيرا بلاك راشري ويجيسنديرا 7–6(13–11)، 5–7، [10–4]  | فيرنندا أستيتي جيسيكا بلازاس               | فرناندا بريتو يولينا مونروي              | أنطونيا ساموديو ماريا بولينا بيريز راشري ويجيسنديرا إيملينا ويلكر        |
| 15 نوفمبر | شرم الشيخ، مصر ملعب صلب W15 قرعة المباريات الفردية والزوجية                            | باي زووكسوان 3–6، 7–6(7–5)، 6–0                             | إلينا-تيودورا كادار                        | غانا بوزنيخيرينكو كودي وونغ              | أدريان ناغي أنستاسيا زولوتاريفا وو هو-تشينغ لي زونغيو                    |
| 15 نوفمبر | شرم الشيخ، مصر ملعب صلب W15 قرعة المباريات الفردية والزوجية                            | إلينا-تيودورا كادار كودي وونغ 6–2، 6–3                      | باي زووكسوان بونين كوفابيتوكتيت            | غانا بوزنيخيرينكو كودي وونغ              | أدريان ناغي أنستاسيا زولوتاريفا وو هو-تشينغ لي زونغيو                    |
| 15 نوفمبر | هيراكليون، اليونان ملعب ترابي W15 قرعة المباريات الفردية والزوجية                      | أوانا غافريلا 3–6، 6–3، 6–4                                 | آنا أوكولوفا                               | إليني كريستوفي ديميترا بافلولو           | إلينكا أمايراي ماريا بيرجن ألبا ريت غارسيا ميكائيلا لاكي                 |
| 15 نوفمبر | هيراكليون، اليونان ملعب ترابي W15 قرعة المباريات الفردية والزوجية                      | إليني كريستوفي ديميترا بافلولو 6–3، 7–6(10–8)               | جيورجيا بينتو ريزا أوشيجيما                | إليني كريستوفي ديميترا بافلولو           | إلينكا أمايراي ماريا بيرجن ألبا ريت غارسيا ميكائيلا لاكي                 |
| 15 نوفمبر | سولارينو، إيطاليا سجاد W15 قرعة المباريات الفردية والزوجية                             | ميلانيا ديلاي 7–6(7–3)، 6–3                                 | جاكلين كباج أواد                           | فيديريكا بيلاردو فيديريكا أورجيزي        | كاتارينا كوزموفا بويانا كلينكوف ليندا سالفي نيكول ريفكين                 |
| 15 نوفمبر | سولارينو، إيطاليا سجاد W15 قرعة المباريات الفردية والزوجية                             | فيديريكا أورجيزي دينيز فالينتي 7–5، 6–7(4–7)، [10–5]        | ميلانيا ديلاي أليسيا سميث                  | فيديريكا بيلاردو فيديريكا أورجيزي        | كاتارينا كوزموفا بويانا كلينكوف ليندا سالفي نيكول ريفكين                 |
| 15 نوفمبر | المنستير، تونس ملعب صلب W15 قرعة المباريات الفردية والزوجية                            | ريبيكا ستولمار 6–4، 5–7، 6–4                                | أوسياني بابل                               | أيومي موريتا ليزا-ماري ريوكس             | أنيا ويلدغروبر نيكول غادينت إيفيتا راميريز كريستينا ميلينكوفيتش          |
| 15 نوفمبر | المنستير، تونس ملعب صلب W15 قرعة المباريات الفردية والزوجية                            | غيرغانا توبالوفا إليسا فانلانجدونك 6–1، 6–2                 | آنوك كويفرمانز ليكسي ستيفنز                | أيومي موريتا ليزا-ماري ريوكس             | أنيا ويلدغروبر نيكول غادينت إيفيتا راميريز كريستينا ميلينكوفيتش          |
| 15 نوفمبر | أنطاليا، تركيا ملعب ترابي W15 قرعة المباريات الفردية والزوجية                          | خازمين أورنتزي 6–0، 7–5                                     | ديانا ديميدوفا                             | ديانا شنايدر تمارا تشروفيتش              | أناستاسيا سوبوليفا بيا لوفتش يانا كاربوفينتش إيلاي يوريك                 |
| 15 نوفمبر | أنطاليا، تركيا ملعب ترابي W15 قرعة المباريات الفردية والزوجية                          | ديانا شنايدر أناستاسيا سوبوليفا 6–2، 6–0                    | تمارا تشروفيتش أماريسا كيارا توث           | ديانا شنايدر تمارا تشروفيتش              | أناستاسيا سوبوليفا بيا لوفتش يانا كاربوفينتش إيلاي يوريك                 |
| 22 نوفمبر | تحدي التنس الحبتور دبي، الإمارات العربية المتحدة ملعب صلب W100+H قرعة فردي – قرعة زوجي | داريا سنيغور 3–6، 0–6                                       | كريستينا كوكوفا                            | أناستاسيا جاسانوفا ألكسندرا كرونتش       | شينغ كينوين فيكتوريا كوزموفا فيتاليا دياتشينكو إيزابيلا شنيكوفا          |
| 22 نوفمبر | تحدي التنس الحبتور دبي، الإمارات العربية المتحدة ملعب صلب W100+H قرعة فردي – قرعة زوجي | آنا دانيلينا فيكتوريا كوزموفا 6–4، 3–6، [2–10]              | أنجلينا جابويفا أناستاسيا زاخاروفا         | أناستاسيا جاسانوفا ألكسندرا كرونتش       | شينغ كينوين فيكتوريا كوزموفا فيتاليا دياتشينكو إيزابيلا شنيكوفا          |
| 22 نوفمبر | المفتوح للجمهورية برازيليا، البرازيل ملعب ترابي (indoor) W60 قرعة فردي – قرعة زوجي     | بانا أودفاردي 0–6، 4–6، 3–6                                 | إلينا أفانيسيان                            | غابرييلا لي فيرونيكا سبيد رويج           | يو إكسياودي كارول تشاو ماريا لوتا كاول كارولينا ألفيس                    |
| 22 نوفمبر | المفتوح للجمهورية برازيليا، البرازيل ملعب ترابي (indoor) W60 قرعة فردي – قرعة زوجي     | كارولينا ألفيس ماريا لورديس كارلي 2–6، 1–6                  | فاليريا ستراخوفا أوليفيا تجاندراموليا      | غابرييلا لي فيرونيكا سبيد رويج           | يو إكسياودي كارول تشاو ماريا لوتا كاول كارولينا ألفيس                    |
| 22 نوفمبر | ميلوفيتسه، جمهورية التشيك ملعب صلب (indoor) W25 قرعة المباريات الفردية والزوجية        | ليندا نوسكوفا 3–6، 4–6                                      | نيكولا بارتونكوفا                          | يسيكا ماليتشكوفا ديا هردجلاش             | جوانا ماركوفا داريا أستاخوفا ميساكي ماتسودا باربورا باليكوفا             |
| 22 نوفمبر | ميلوفيتسه، جمهورية التشيك ملعب صلب (indoor) W25 قرعة المباريات الفردية والزوجية        | ساكورا هوسوجي ميساكي ماتسودا 3–6، 2–6، [8–10]               | مايا شوالينسكا ليندا نوسكوفا               | يسيكا ماليتشكوفا ديا هردجلاش             | جوانا ماركوفا داريا أستاخوفا ميساكي ماتسودا باربورا باليكوفا             |
| 22 نوفمبر | أورتيسي، إيطاليا ملعب صلب (indoor) W25 قرعة المباريات الفردية والزوجية                 | سوزان بانديتشي 4–6، 4–6                                     | كارمان ثاندي                               | ستيفاني فاجنر ناتاليا كوستيتش            | ستيفانيا روبيني إريكا أندريفا تيميا بابوش كاثينكا فون ديكمان             |
| 22 نوفمبر | أورتيسي، إيطاليا ملعب صلب (indoor) W25 قرعة المباريات الفردية والزوجية                 | يويديس تشونغ مويُكا أوتشجيما 6–2، 1–6، [10–5]                | سوزان بانديتشي يلينا إن-ألبون              | ستيفاني فاجنر ناتاليا كوستيتش            | ستيفانيا روبيني إريكا أندريفا تيميا بابوش كاثينكا فون ديكمان             |
| 22 نوفمبر | القاهرة، مصر ملعب ترابي W15 قرعة المباريات الفردية والزوجية                            | كارسن برانستين 7–6(8–6)، 6–1                                | بريشكا مادلين نوجروهو                      | أليونا فالي لي زونغيو                    | روسا فيسينس ماس فرانسيسكا بايس أناستاسيا نيفيدوفا وانغ جياكي             |
| 22 نوفمبر | القاهرة، مصر ملعب ترابي W15 قرعة المباريات الفردية والزوجية                            | باي زواتشيان بونين كوفابيتكاتيد 6–3، 7–6(7–1)               | يكاترينا ديميتريشينكو أنطونيا شميدت        | أليونا فالي لي زونغيو                    | روسا فيسينس ماس فرانسيسكا بايس أناستاسيا نيفيدوفا وانغ جياكي             |
| 22 نوفمبر | هيراكليون، اليونان ملعب ترابي W15 قرعة المباريات الفردية والزوجية                      | مايكيلا لاكي 5–7، 6–1، 7–5                                  | نيكول كيرين                                | مارتينا سبيراجيلي نيكول فوسا هويرجو      | بيانكا إلينا باربوليسكو رادكا زيلنيكوفا سيمونا أوجيسكو آني فانجلوفا      |
| 22 نوفمبر | هيراكليون، اليونان ملعب ترابي W15 قرعة المباريات الفردية والزوجية                      | نيكول كيرين رادكا زيلنيكوفا 6–2، 6–4                        | جوليا كيميلمان ليان تران                   | مارتينا سبيراجيلي نيكول فوسا هويرجو      | بيانكا إلينا باربوليسكو رادكا زيلنيكوفا سيمونا أوجيسكو آني فانجلوفا      |
| 22 نوفمبر | غواتيمالا (مدينة)، غواتيمالا ملعب صلب W15 قرعة المباريات الفردية والزوجية              | هاريكين تايرا بلاك 7–5، 6–3                                 | أوليفيا لينسر                              | جابرييلا ريفيرا جيسيكا بلازاس            | باريس كورلي كيرستن-أندريا ويدون ميليسا موراليس تارا ماليك                |
| 22 نوفمبر | غواتيمالا (مدينة)، غواتيمالا ملعب صلب W15 قرعة المباريات الفردية والزوجية              | باريس كورلي ليكسينغتون ريد 4–6، 7–6(7–1)، [10–5]            | فيرنندا أستيتي هاريكين تايرا بلاك          | جابرييلا ريفيرا جيسيكا بلازاس            | باريس كورلي كيرستن-أندريا ويدون ميليسا موراليس تارا ماليك                |
| 22 نوفمبر | كانكون، المكسيك ملعب صلب W15 قرعة المباريات الفردية والزوجية                           | رافينا كينجسلي 6–1، 7–6(7–1)                                | تيباني فيكيه                               | مارسيلا زكرياس كارولين لامبل             | ستايسي فانج بيرتا بوناردي هسو تشيه يو يولايانا مونروي                    |
| 22 نوفمبر | كانكون، المكسيك ملعب صلب W15 قرعة المباريات الفردية والزوجية                           | مينامي أكياما ميهو كوراموتشي 7–6(8–6)، 2–6، [10–8]          | أميليا بيسيت أنائل لوكليرك                 | مارسيلا زكرياس كارولين لامبل             | ستايسي فانج بيرتا بوناردي هسو تشيه يو يولايانا مونروي                    |
| 22 نوفمبر | لوسادا، البرتغال ملعب صلب (indoor) W15 قرعة المباريات الفردية والزوجية                 | كو يون-وو 6–0، 7–5                                          | زيفا فالكينر                               | ناتاليا سزابانين أيومي كوشيشي            | أيلا أكسو أنجيليكا موراتيلي هيمينو ساكاتسومي أماندين مونوت               |
| 22 نوفمبر | لوسادا، البرتغال ملعب صلب (indoor) W15 قرعة المباريات الفردية والزوجية                 | جاسماين جيمبريري نايمة كاراموكو Walkover                    | إينيس مورتا فاساني شيندي                   | ناتاليا سزابانين أيومي كوشيشي            | أيلا أكسو أنجيليكا موراتيلي هيمينو ساكاتسومي أماندين مونوت               |
| 22 نوفمبر | كازان أوبن قازان، روسيا ملعب صلب (indoor) W15 قرعة المباريات الفردية والزوجية          | بولينا كودرميتوفا 7–5، 3–6، 6–4                             | نيجينا أبدوريموفا                          | يكاترينا ماكلاكوفا داريا كوداشوفا        | يانا كولودينسكا بولينا ياتشينكو ألينا خفاتوفا أناستاسيا بوبلافسكا        |
| 22 نوفمبر | كازان أوبن قازان، روسيا ملعب صلب (indoor) W15 قرعة المباريات الفردية والزوجية          | نيجينا أبدوريموفا يكاترينا راينجولد 6–2، 6–7(8–10)، [12–10] | يكاترينا ماكلاكوفا ألكسندرا بوسبيلوفا      | يكاترينا ماكلاكوفا داريا كوداشوفا        | يانا كولودينسكا بولينا ياتشينكو ألينا خفاتوفا أناستاسيا بوبلافسكا        |
| 22 نوفمبر | المنستير، تونس ملعب صلب W15 قرعة المباريات الفردية والزوجية                            | سوناي كارتال 6–1، 6–2                                       | أيومي موريتا                               | نينا رادوفانوفيتش ديمي تران              | إيفيتا راميريز إليسا فانلانجندونك وو هو-تشينغ أكفيل باراجينسكيت          |
| 22 نوفمبر | المنستير، تونس ملعب صلب W15 قرعة المباريات الفردية والزوجية                            | ناتسوه أراكاوا ليزا-ماري ريوكس 2–6، 6–1، [10–6]             | تشيري كيم ماجي نغ                          | نينا رادوفانوفيتش ديمي تران              | إيفيتا راميريز إليسا فانلانجندونك وو هو-تشينغ أكفيل باراجينسكيت          |
| 22 نوفمبر | أنطاليا، تركيا ملعب ترابي W15 قرعة المباريات الفردية والزوجية                          | جازمين أورتينزي 6–0، 6–0                                    | داريا لوديكوفا                             | أماريسا كيارا توث إيلاي يوروك            | فاندا لوكاش دوركا دراهوتا-سابو تمارا تشروفيتش اناستاسيا سوبوليفا         |
| 22 نوفمبر | أنطاليا، تركيا ملعب ترابي W15 قرعة المباريات الفردية والزوجية                          | كلوديا هوستي فيرير جازمين أورتينزي 6–2، 6–4                 | رومانا تشيسوفيسكا داريا لوديكوفا           | أماريسا كيارا توث إيلاي يوروك            | فاندا لوكاش دوركا دراهوتا-سابو تمارا تشروفيتش اناستاسيا سوبوليفا         |
| 29 نوفمبر | يابلونتس ناد نيسو، جمهورية التشيك سجادة (داخلي) W25 قرعة المباريات الفردية والزوجية    | سارة بيث غري 6–2، 6–2                                       | أناستازيا كوليكوفا                         | فيكتوريا كوزموفا كارول مونيت             | إيرينا خروماتشيفا أندي دي فرومي يكاترينا ماكاروفا دانييلا فيسماني        |
| 29 نوفمبر | يابلونتس ناد نيسو، جمهورية التشيك سجادة (داخلي) W25 قرعة المباريات الفردية والزوجية    | مايا خواويسكا كاثرين سيبوف 7–5، 6–4                         | لوسي هافليتشكوفا ليندا كليموفيتشوفا        | فيكتوريا كوزموفا كارول مونيت             | إيرينا خروماتشيفا أندي دي فرومي يكاترينا ماكاروفا دانييلا فيسماني        |
| 29 نوفمبر | Selva Gardena، إيطاليا ملعب صلب (داخلي) W25 قرعة المباريات الفردية والزوجية            | يوان يوي 6–2، 7–6(7–4)                                      | إيريكا أندرييفا                            | إلسا جاكيموت ستيفاني فاغنر               | يلينا إن-ألبون ناتاليا كوستيتش سيون مينديز سوزان بانديتشي                |
| 29 نوفمبر | Selva Gardena، إيطاليا ملعب صلب (داخلي) W25 قرعة المباريات الفردية والزوجية            | يوديس تشونغ مويوكا أوتشجيما 6–2، 6–1                        | أليسيا بارنيت أوليفيا نيكولز               | إلسا جاكيموت ستيفاني فاغنر               | يلينا إن-ألبون ناتاليا كوستيتش سيون مينديز سوزان بانديتشي                |
| 29 نوفمبر | كوريتيبا، البرازيل ملعب ترابي W15 قرعة المباريات الفردية والزوجية                      | غابرييلا سي 3–0، انسحاب.                                    | ثايسة غرانا بدرتي                          | مارتينا كابورو تابوردا ناثالي كوراتا     | إميلي ويلكر إنغريد غامارا مارتينس نويل زيبالوس لارا إسكوريزا             |
| 29 نوفمبر | كوريتيبا، البرازيل ملعب ترابي W15 قرعة المباريات الفردية والزوجية                      | لارا إسكوريزا نويل زيبالوس 6–3، 6–1                         | ناثالي كوراتا إدواردا بياي                 | مارتينا كابورو تابوردا ناثالي كوراتا     | إميلي ويلكر إنغريد غامارا مارتينس نويل زيبالوس لارا إسكوريزا             |
| 29 نوفمبر | سانتو دومينغو، جمهورية الدومينيكان ملعب صلب W15 قرعة المباريات الفردية والزوجية        | شانيل فان نغوين 6–1، 6–1                                    | داشا إيفانوفا                              | روشري ويجيسونديرا أنستازيا أنتال         | أنطونيا ساموديو ماريا بولينا بيريز تارا ماليك ناديا إيشفيريا آلام        |
| 29 نوفمبر | سانتو دومينغو، جمهورية الدومينيكان ملعب صلب W15 قرعة المباريات الفردية والزوجية        | داشا إيفانوفا شانيل فان نغوين 6–4، 6–3                      | ماريا فرناندا هيرازو ماريا بولينا بيريز    | روشري ويجيسونديرا أنستازيا أنتال         | أنطونيا ساموديو ماريا بولينا بيريز تارا ماليك ناديا إيشفيريا آلام        |
| 29 نوفمبر | القاهرة، مصر ملعب ترابي W15 قرعة المباريات الفردية والزوجية                            | روزا فيسينس ماس 6–4، 6–4                                    | أنستازيا نيفيدوفا                          | ساندرا سمير يكاتيرينا دميتريتشينكو       | كارسن برانستين أنستازيا زولوتاريفا ميلاني كلافنير لميس الحسين عبد العزيز |
| 29 نوفمبر | القاهرة، مصر ملعب ترابي W15 قرعة المباريات الفردية والزوجية                            | أليونا فالاي أنستازيا زولوتاريفا 6–4، 6–2                   | يكاتيرينا دميتريتشينكو ساندرا سمير         | ساندرا سمير يكاتيرينا دميتريتشينكو       | كارسن برانستين أنستازيا زولوتاريفا ميلاني كلافنير لميس الحسين عبد العزيز |
| 29 نوفمبر | هيراكليون، اليونان ملعب ترابي W15 قرعة المباريات الفردية والزوجية                      | نيكول خيرين 6–2، 6–1                                        | رادكا زيلنيتشكوفا                          | إلينكا أمارياي نيكول فوسا هورغو          | فاليريا يوشينكو ميخيلا لاكي لورين جون بابتيست ريسا أوشيجيما              |
| 29 نوفمبر | هيراكليون، اليونان ملعب ترابي W15 قرعة المباريات الفردية والزوجية                      | نيكول فوسا هورغو لورين جون بابتيست 7–5، 6–4                 | فاليريا أوليانوفيسكايا نينا أوليانوفيسكايا | إلينكا أمارياي نيكول فوسا هورغو          | فاليريا يوشينكو ميخيلا لاكي لورين جون بابتيست ريسا أوشيجيما              |
| 29 نوفمبر | بنغالور، الهند ملعب صلب W15 قرعة المباريات الفردية والزوجية                            | برانجالا يادلابالي 7–5، 6–2                                 | سوجانيا بافيستي                            | روتوجا بسالي شريفالي بهاميديباتي         | براثيوشا راتشابودي لي سو را فايديهي شودهاري أكانكشا ديليب نتور           |
| 29 نوفمبر | بنغالور، الهند ملعب صلب W15 قرعة المباريات الفردية والزوجية                            | سوجانيا بافيستي روتوجا بسالي 6–0، 6–3                       | فايديهي شودهاري ميهيكا ياداف               | روتوجا بسالي شريفالي بهاميديباتي         | براثيوشا راتشابودي لي سو را فايديهي شودهاري أكانكشا ديليب نتور           |
| 29 نوفمبر | كانكون، المكسيك ملعب صلب W15 قرعة المباريات الفردية والزوجية                           | باميلا مونتيز 3–6، 6–4، [10–8]                              | كارولين لامبل                              | ستايسي فونج هينا إينووي                  | هسو تشيه يو ميلاني سولانج كريووج ليا كاراتانتشييفا أليكا روسوفا          |
| 29 نوفمبر | كانكون، المكسيك ملعب صلب W15 قرعة المباريات الفردية والزوجية                           | أليشيا هيريرو لينانا ميلاني سولانج كريووج 6–4، 6–2          | مينامي أكياما ميهو كوراموتشي               | ستايسي فونج هينا إينووي                  | هسو تشيه يو ميلاني سولانج كريووج ليا كاراتانتشييفا أليكا روسوفا          |
| 29 نوفمبر | لوسادا، البرتغال ملعب صلب (indoor) W15 قرعة المباريات الفردية والزوجية                 | أنجيليكا موراتيلي 6–3، 1–6، 7–6(13–11)                      | سيليا سيرفينيو رويز                        | ناتاليا سزابانين زيفا فالكينر            | أيلا أكسو كو يون وو فيرونيكا بازاك تاتيانا باركوفا                       |
| 29 نوفمبر | لوسادا، البرتغال ملعب صلب (indoor) W15 قرعة المباريات الفردية والزوجية                 | سيليا سيرفينيو رويز ماتيلدي خورخي 6–1، 6–4                  | جازماين جيمبر أليسيا سميث                  | ناتاليا سزابانين زيفا فالكينر            | أيلا أكسو كو يون وو فيرونيكا بازاك تاتيانا باركوفا                       |
| 29 نوفمبر | المنستير، تونس ملعب صلب W15 قرعة المباريات الفردية والزوجية                            | إيلونا جيورجيانا جيوروياي 7–6(5–7)، 3–6، 4–6                | أديثيا كاروناراتني                         | نينا رادوفانوفيتش ما يكسين               | ماجي نغ بيانكا بيهولوفا جينيفر أنجر أيومي موريتا                         |
| 29 نوفمبر | المنستير، تونس ملعب صلب W15 قرعة المباريات الفردية والزوجية                            | رينا سايغو يوكينا سايغو 0–6، 6–4، [5–10]                    | ياسمين منصوري أليساندرا سيموني             | نينا رادوفانوفيتش ما يكسين               | ماجي نغ بيانكا بيهولوفا جينيفر أنجر أيومي موريتا                         |
| 29 نوفمبر | أنطاليا، تركيا ملعب ترابي W15 قرعة المباريات الفردية والزوجية                          | أرينا فاسيليسكو 0–6، 2–6                                    | كسينيا لاسكوتوفا                           | كارلوتا مارتينيز سيريز أماريسا كيارا توث | كلوديا هوست فيرير إيلاي يورك ديليتا شيروبيني بولينا كوديرميتوفا          |
| 29 نوفمبر | أنطاليا، تركيا ملعب ترابي W15 قرعة المباريات الفردية والزوجية                          | كسينيا لاسكوتوفا أماريسا كيارا توث 0–6، 5–7                 | كلوديا هوست فيرير كارلوتا مارتينيز سيريز   | كارلوتا مارتينيز سيريز أماريسا كيارا توث | كلوديا هوست فيرير إيلاي يورك ديليتا شيروبيني بولينا كوديرميتوفا          |

### ديسمبر
| الأسبوع   | البطولة                                                                                | الفائزات                                                       | الوصيفات                                     | المتأهلات لنصف النهائي                 | المتأهلات لربع النهائي                                                     |
| --------- | -------------------------------------------------------------------------------------- | -------------------------------------------------------------- | -------------------------------------------- | -------------------------------------- | -------------------------------------------------------------------------- |
| 6 ديسمبر  | سانتو دومينغو، جمهورية الدومينيكان ملعب صلب W15 قرعة المباريات الفردية والزوجية        | ماريا فرناندا هيرازو 6–4، 6–4                                  | شانيل فان نغوين                              | أناستاسيا أنتال أوليفيا لينسر          | فيرناندا أستيتي ناديا إشفيريا آلام سيلفيا شينك إنغريد فويجيناكوفا          |
| 6 ديسمبر  | سانتو دومينغو، جمهورية الدومينيكان ملعب صلب W15 قرعة المباريات الفردية والزوجية        | ماريا فرناندا هيرازو ماريا بولينا بيريز 7–6(7–4)، 3–6، [12–10] | باريس كورلي إنغريد فويجيناكوفا               | أناستاسيا أنتال أوليفيا لينسر          | فيرناندا أستيتي ناديا إشفيريا آلام سيلفيا شينك إنغريد فويجيناكوفا          |
| 6 ديسمبر  | القاهرة، مصر ملعب ترابي W15 قرعة المباريات الفردية والزوجية                            | أناستاسيا زولوتاريفا 6–4، 6–2                                  | أناستاسيا نيفيدوفا                           | غايا سكوارسيالوبي يانغ يا يي           | أنطونيا شميت جورجيا بينتو لميس الحسين عبد العزيز روزا فيسينس ماس           |
| 6 ديسمبر  | القاهرة، مصر ملعب ترابي W15 قرعة المباريات الفردية والزوجية                            | ميلاني كلافنير أناستاسيا زولوتاريفا 2–6، 6–3، [10–2]           | فيكتوريا بيتريكو آنا أوريك                   | غايا سكوارسيالوبي يانغ يا يي           | أنطونيا شميت جورجيا بينتو لميس الحسين عبد العزيز روزا فيسينس ماس           |
| 6 ديسمبر  | سولابور، الهند ملعب صلب W15 قرعة المباريات الفردية والزوجية                            | روتوجا بسالي 4–6، 7–5، 6–1                                     | فيديهي شودهاري                               | سوجانيا بافيسيتي زيل ديزاي             | إيلينا جامشيدي ساثويكا سما برانجالا يادلابالي أكانكشا ديليب نيتور          |
| 6 ديسمبر  | سولابور، الهند ملعب صلب W15 قرعة المباريات الفردية والزوجية                            | راميا ناتراجان ساثويكا سما 6–3، 1–6، [13–11]                   | شارمادا بالو سوجانيا بافيسيتي                | سوجانيا بافيسيتي زيل ديزاي             | إيلينا جامشيدي ساثويكا سما برانجالا يادلابالي أكانكشا ديليب نيتور          |
| 6 ديسمبر  | كانكون، المكسيك ملعب صلب W15 قرعة المباريات الفردية والزوجية                           | هينا إينووي 6–2، 6–2                                           | ماديسون سيغ                                  | باميلا مونتيز برتا بوناردي             | فيكتوريا رودريغيز ستايسي فونغ جيسيكا هينوجوسا غوميز هسو تشيه يو            |
| 6 ديسمبر  | كانكون، المكسيك ملعب صلب W15 قرعة المباريات الفردية والزوجية                           | ستايسي فونغ باميلا مونتيز 6–4، 6–2                             | جيسيكا هينوجوسا غوميز فيكتوريا رودريغيز      | باميلا مونتيز برتا بوناردي             | فيكتوريا رودريغيز ستايسي فونغ جيسيكا هينوجوسا غوميز هسو تشيه يو            |
| 6 ديسمبر  | المنستير، تونس ملعب صلب W15 قرعة المباريات الفردية والزوجية                            | أنجيليكا راجي 4–6، 6–3، 6–4                                    | نينا رادوفانوفيتش                            | أنشيزا تشانتا ما يكسين                 | رينا سايغو بترا تشابي إليسا فانلانغدونك أكفيل باراجينسكيت                  |
| 6 ديسمبر  | المنستير، تونس ملعب صلب W15 قرعة المباريات الفردية والزوجية                            | أكفيل باراجينسكيت إليسا فانلانغدونك 6–3، 6–3                   | ميهاييلا جاكوفيتش أنجيليكا راجي              | أنشيزا تشانتا ما يكسين                 | رينا سايغو بترا تشابي إليسا فانلانغدونك أكفيل باراجينسكيت                  |
| 6 ديسمبر  | أنطاليا، تركيا ملعب ترابي W15 قرعة المباريات الفردية والزوجية                          | ياسمين أورتنزي 6–2، 7–6(9–7)                                   | أرينا فاسيليسكو                              | ديانا ديميدوفا كارلوتا مارتينيز سيريز  | ديليتا كيروبيني فيديريكا أرتشيدياكونو جوليا ستاماتوفا مارتينا سبيجاريلي    |
| 6 ديسمبر  | أنطاليا، تركيا ملعب ترابي W15 قرعة المباريات الفردية والزوجية                          | كسينيا لاسكوتوفا أماريسا كيارا توث 6–4، 6–2                    | ماريانا درازيتش ياسمين أورتنزي               | ديانا ديميدوفا كارلوتا مارتينيز سيريز  | ديليتا كيروبيني فيديريكا أرتشيدياكونو جوليا ستاماتوفا مارتينا سبيجاريلي    |
| 13 ديسمبر | الجيزة (مدينة)، مصر ملعب صلب W15 قرعة المباريات الفردية والزوجية                       | لميس الحسين عبد العزيز 6–4، 7–5                                | تاتيانا باركوفا                              | ياسمين عزت بويانا مارينكوفيتش          | جاسماين جيمبريري أليسيا سميث سافو ساكيلاريدي أنستاسيا زولوتاريفا           |
| 13 ديسمبر | الجيزة (مدينة)، مصر ملعب صلب W15 قرعة المباريات الفردية والزوجية                       | سافو ساكيلاريدي يو مي زوما 7–6(7–4)، 6–3                       | غوزال أينيادينوفا أنستاسيا سوخوتينا          | ياسمين عزت بويانا مارينكوفيتش          | جاسماين جيمبريري أليسيا سميث سافو ساكيلاريدي أنستاسيا زولوتاريفا           |
| 13 ديسمبر | كانكون، المكسيك ملعب صلب W15 قرعة المباريات الفردية والزوجية                           | ستايسي فانغ 6–2، 6–3                                           | يولِيانا مونروي                               | ستيفاني كينت جابرييلا ريفيرا           | جيسيكا هينوجوسا غوميز أريانا أرسينو مينامي اكوياما إلينور تشاكاروفا        |
| 13 ديسمبر | كانكون، المكسيك ملعب صلب W15 قرعة المباريات الفردية والزوجية                           | أريانا أرسينو ستايسي فانغ 1–6، 7–6(7–2)، [10–7]                | إلينور تشاكاروفا فيرجينيا تشاكاروفا          | ستيفاني كينت جابرييلا ريفيرا           | جيسيكا هينوجوسا غوميز أريانا أرسينو مينامي اكوياما إلينور تشاكاروفا        |
| 13 ديسمبر | لامباريه، باراغواي، باراغواي ملعب ترابي W15 قرعة المباريات الفردية والزوجية            | لارا إسكوريزا 6–3، 6–1                                         | كادينس بريس                                  | صوفيا دا كروز ميندونتسا لوسيانا بلاتير | لوسيا بيير دانييلا لوبيز مارتينا بلين رولدان سانتاندير بولا يونو دالمونيكو |
| 13 ديسمبر | لامباريه، باراغواي، باراغواي ملعب ترابي W15 قرعة المباريات الفردية والزوجية            | جوليا كليموفيتش جوليانا مونيوز 6–4، 6–2                        | مارتينا بلين رولدان سانتاندير تيزيانا روسيني | صوفيا دا كروز ميندونتسا لوسيانا بلاتير | لوسيا بيير دانييلا لوبيز مارتينا بلين رولدان سانتاندير بولا يونو دالمونيكو |
| 13 ديسمبر | المنستير، تونس ملعب صلب W15 قرعة المباريات الفردية والزوجية                            | إريكا سما 3–6، 6–4، 6–3                                        | إلييسا فانلانجدونك                           | هاني فانديولينكل أنجيليكا راجي         | أكفيل باراجينسكيت سيليا سيرفينو رويس إليز مالوني آنا بروغان                |
| 13 ديسمبر | المنستير، تونس ملعب صلب W15 قرعة المباريات الفردية والزوجية                            | سيليا سيرفينو رويس ماجي إنغ 6–2، 6–4                           | جيني دورست كودي وونغ                         | هاني فانديولينكل أنجيليكا راجي         | أكفيل باراجينسكيت سيليا سيرفينو رويس إليز مالوني آنا بروغان                |
| 13 ديسمبر | أنطاليا، تركيا ملعب ترابي W15 قرعة المباريات الفردية والزوجية                          | غانا بوزنيخيرينكو 7–5، 6–1                                     | داريا لوديكوفا                               | ديانا ديميدوفا أماريزا كيارا توث       | ديليتا تشيروبيني أوزلم أوسلو ميهيلا تسونييفا أوانا جافرلا                  |
| 13 ديسمبر | أنطاليا، تركيا ملعب ترابي W15 قرعة المباريات الفردية والزوجية                          | أوانا جافرلا أرينا فاسيليسو 1–6، 6–4، [12–10]                  | كسينيا لاسكوتوفا أماريزا كيارا توث           | ديانا ديميدوفا أماريزا كيارا توث       | ديليتا تشيروبيني أوزلم أوسلو ميهيلا تسونييفا أوانا جافرلا                  |
| 20 ديسمبر | بطولة التنس النسائية NECC–ITF بونه، الهند ملعب صلب W25 قرعة المباريات الفردية والزوجية | مويكا أوشيجيما 6–2، 7–5                                        | ديانا مارسنكفيتشا                            | إيكاترينا رينجولد نيجينا أبدوريموفا    | نفيسة بيربيروفيتش فاليريا ستراخوفا تشيهيرو موراماتسو آنا دانيلينا          |
| 20 ديسمبر | بطولة التنس النسائية NECC–ITF بونه، الهند ملعب صلب W25 قرعة المباريات الفردية والزوجية | آنا دانيلينا فاليريا ستراخوفا 6–0، 2–6، [10–5]                 | فونا كوزاكي ميساكي ماتسودا                   | إيكاترينا رينجولد نيجينا أبدوريموفا    | نفيسة بيربيروفيتش فاليريا ستراخوفا تشيهيرو موراماتسو آنا دانيلينا          |
| 20 ديسمبر | الجيزة، مصر ملعب صلب W15 قرعة المباريات الفردية والزوجية                               | سيلينا جانيسيجيفيتش 6–3، 2–6، 6–2                              | سافو ساكيلاريدي                              | ماريا شولوخوفا ياسمين جيمبري           | ليزا ماري ريوكس باربورا ماتوسوفا بولينا بافلوا إيلينا بريدانكينا           |
| 20 ديسمبر | الجيزة، مصر ملعب صلب W15 قرعة المباريات الفردية والزوجية                               | فاطمة النبهاني ياسمين جيمبري 2–6، 6–3، [10–5]                  | سافو ساكيلاريدي ماريا شولوخوفا               | ماريا شولوخوفا ياسمين جيمبري           | ليزا ماري ريوكس باربورا ماتوسوفا بولينا بافلوا إيلينا بريدانكينا           |
| 20 ديسمبر | المنستير، تونس ملعب صلب W15 قرعة المباريات الفردية والزوجية                            | أوديس تشونغ 3–6، 6–4، 7–6(7–5)                                 | صوفيا كوستولاس                               | كسينيا لاسكوتوفا إلز مالوني            | أرليندا روشيتي كلوي نويل ياروسلافا بارتاشيفيتش كيارا شول                   |
| 20 ديسمبر | المنستير، تونس ملعب صلب W15 قرعة المباريات الفردية والزوجية                            | كسينيا لاسكوتوفا ماجي إنج 7–5، 6–3                             | أندريه لوكوشيوتي إلز مالوني                  | كسينيا لاسكوتوفا إلز مالوني            | أرليندا روشيتي كلوي نويل ياروسلافا بارتاشيفيتش كيارا شول                   |
| 27 ديسمبر | نافي مومباي، الهند ملعب صلب W25 قرعة المباريات الفردية والزوجية                        | إيكاتيرينا رينجولد 6–3، 6–2                                    | ديانا مارسنكفيتشا                            | ناهو ساتو نفيسة بيربيروفيتش            | زيل ديساي ميوكا أوتشجيما أكيكو أومي إيكاتيرينا ياشينا                      |
| 27 ديسمبر | نافي مومباي، الهند ملعب صلب W25 قرعة المباريات الفردية والزوجية                        | جيبك كولامباييفا ديانا مارسنكفيتشا 6–3، 4–6، [10–6]            | آنا دانيلينا فاليريا سترخوفا                 | ناهو ساتو نفيسة بيربيروفيتش            | زيل ديساي ميوكا أوتشجيما أكيكو أومي إيكاتيرينا ياشينا                      |
| 27 ديسمبر | الجيزة، مصر ملعب صلب W15 قرعة المباريات الفردية والزوجية                               | جاسماين جيمبرير 6–0، 6–3                                       | سافو ساكيلاريدي                              | ليزا-ماري ريوكس سلينا يانيسيفيتش       | شيهيرو تاكاياما لميس الحسين عبد العزيز تشيلسي فانهوت باربورا ماتوسوفا      |
| 27 ديسمبر | الجيزة، مصر ملعب صلب W15 قرعة المباريات الفردية والزوجية                               | سافو ساكيلاريدي يو مي جوما 7–5، 6–3                            | جاسماين جيمبرير ليزا-ماري ريوكس              | ليزا-ماري ريوكس سلينا يانيسيفيتش       | شيهيرو تاكاياما لميس الحسين عبد العزيز تشيلسي فانهوت باربورا ماتوسوفا      |
| 27 ديسمبر | المنستير، تونس ملعب صلب W15 قرعة المباريات الفردية والزوجية                            | أكفيل باراجينسكيت 7–5، 6–2                                     | صوفيا كوستولاس                               | كسينيا لاسكوتوفا هارونا أراكاوا        | كارول مونيت أرليندا روشتي بيا برافكي كودي وونج                             |
| 27 ديسمبر | المنستير، تونس ملعب صلب W15 قرعة المباريات الفردية والزوجية                            | ياروسلافا بارتاشيفيتش كسينيا لاسكوتوفا 6–2، 6–1                | هارونا أراكاوا فيكتوريا مونتين               | كسينيا لاسكوتوفا هارونا أراكاوا        | كارول مونيت أرليندا روشتي بيا برافكي كودي وونج                             |

## الروابط الخارجية
- "10،600 لاعبة، 1135 حدثًا: جولة الاتحاد الدولي لكرة المضرب العالمية للسيدات لعام 2023 بالأرقام". الاتحاد الدولي لكرة المضرب. اطلع عليه بتاريخ 2024-01-02.
- "أجندة جولة الاتحاد الدولي لكرة المضرب العالمية للسيدات". الاتحاد الدولي لكرة المضرب. اطلع عليه بتاريخ 2024-01-02.
- الاتحاد الدولي لكرة المضرب